# Gunung Kalek
Gunung Kalek är ett berg i Indonesien.   Det ligger i provinsen Aceh, i den västra delen av landet, 1 700 km nordväst om huvudstaden Jakarta. Toppen på Gunung Kalek är 1 291 meter över havet, eller 108 meter över den omgivande terrängen. Bredden vid basen är 0,84 km.
Terrängen runt Gunung Kalek är kuperad åt sydost, men åt nordväst är den bergig.Runt Gunung Kalek är det mycket glesbefolkat, med 4 invånare per kvadratkilometer. I omgivningarna runt Gunung Kalek växer i huvudsak städsegrön lövskog.